# Herre, du som från det höga
Herre, du som från det höga är en parafras på Fader vår, skriven av Johan Olof Wallin 1809. Psalmen överarbetades i "Förslag till förbättrade kyrkosånger", 1814, och bearbetades inför publiceringen i 1819 års psalmbok av Wallin.
|  |
|  |

Melodin 1819 är av Johann Löhner, 1691. En ny melodi används 1937, komponerad av domkyrkoorganisten i Uppsala, Henry Weman, nr 185 Fader, du som livet tänder
Psalmen inleds 1819 med orden:
Herre, du som från det höga
Allt bevakar med ditt öga,

## Publicerad i
- 1819 års psalmbok som nr 262 under rubriken "Förhållandet till Gud: Herrens bön".
- 1937 års psalmbok som nr 338 under rubriken "Bönen".